# Strymon lacyi
Strymon lacyi är en fjärilsart som beskrevs av Barnes och Mcdunnough 1910. Strymon lacyi ingår i släktet Strymon och familjen juvelvingar. Inga underarter finns listade i Catalogue of Life.